# Alice et le Témoin prisonnier
Alice et le Témoin prisonnier (titre original : Captive Witness, littéralement : Le Témoin prisonnier), est le soixante-quatrième roman de la série américaine Alice (Nancy Drew en VO) écrit par Caroline Quine, nom de plume collectif de plusieurs auteurs. L’auteur de ce roman est Richard Ballad.
Aux États-Unis, le roman a été publié pour la première fois en 1981 par Stratemeyer Syndicate, New York. En France, il a paru pour la première fois en 1983 chez Hachette Jeunesse dans la collection « Bibliothèque verte ». Il n'a plus été réédité en France depuis 1985.
Ce roman a été écrit durant la guerre froide qui opposait les régimes communistes, alors appelés Pays de l'Est ou Bloc de l'Est, et les régimes non communistes. Le thème n'étant aujourd'hui plus d'actualité, cela pourrait expliquer que ce livre n'a plus été réédité en France depuis 1984.

## Résumé
Remarque : le résumé est basé sur l'édition de 1983 en langue française.
En Allemagne de la RFA où elle se trouve en voyage organisé avec ses amis Bess, Marion et Ned, Alice reçoit un télégramme de son père, l'avocat James Roy, qui la prie de venir le rejoindre à Vienne, en Autriche, pour l'aider à élucider un mystère. À l'aéroport, plusieurs tentatives de vol ont lieu sur la personne de l'accompagnateur du voyage organisé, Raymond Barney. Celui-ci confie à Alice qu'il est un agent secret et que le voyage lui sert de couverture pour faire passer clandestinement la frontière autrichienne à des enfants orphelins des pays de l'Est. À Vienne, James Roy fait part à sa fille Alice de l'affaire qui l'occupe : le film-documentaire d'un cinéaste célèbre qui a fui l'Europe de l'Est, a été volé. Le cinéaste ne peut plus participer au festival cinématographique de Vienne qui aura lieu dans quelques jours...

## Personnages

### Personnages récurrents
- Alice Roy, dix-huit ans, blonde, fille de l'avoué James Roy, orpheline de mère.
- James Roy, avocat [2] de renom, père d'Alice Roy, veuf.
- Bess Taylor, jeune fille blonde et rondelette, une des meilleures amies d'Alice.
- Marion Webb, jeune fille brune et sportive, cousine germaine de Bess Taylor et une des meilleures amies d'Alice.
- Ned Nickerson, jeune homme brun et athlétique, ami et chevalier servant d'Alice, étudiant à l'université d'Emerson.
- Daniel Evans, ami et chevalier servant de Bess, camarade d'université de Ned.
- Bob Eddleton, ami et chevalier servant de Marion, camarade d'université de Ned.
- Sarah, la fidèle gouvernante des Roy, qui a élevé Alice à la mort de sa mère.

### Personnages spécifiques à ce roman
- Raymond Barney, agent secret américain.
- Eric Nagy, étudiant à Emerson, invalide en fauteuil roulant, dont les parents sont d'origine hongroise.
- Richard Ernst, responsable du festival cinématographique de Vienne.
- Kurt Kessler, cinéaste réputé d'Europe de l'Est ayant fui en Amérique il y a un an.
- Emile Popov, un fugitif des pays de l'Est.
- Adolphe Gutterman, alias Heinrich Hageorn, un espion malfaiteur.
- Herr Burger, complice d'Adolphe Gutterman.

## Éditions françaises
- 1984 : Hachette, collection Bibliothèque verte[3] cartonné (français, version originale). Illustré par Jean Sidobre. Texte français de Martine Millon. 20 chapitres. 190 pages.

## Adaptation
Le roman a été adapté en jeu vidéo par l'éditeur Her Interactive sous le titre Les Nouvelles Enquêtes de Nancy Drew : La Malédiction Perdue.[réf. nécessaire]